# Microcebus marohita
Microcebus marohita — вид лемуровидих приматів.

## Опис
Хутро спини руде, низ сірувато-бежевий, в той час як підшерсток темно-сірий. Його загальна довжина тіла в середньому 275-286 мм хвіст: 133-145 мм. Він має короткі вуха, 18-19 мм, в і довгі задні ступні, 34-35 мм, вага до 89 гр.

## Середовище проживання
Цей вид нині відомий тільки з Голотип місцевості в Форе де Марогіта. Житель східної лісу.

## Загрози та охорона
Цей вид знаходиться під загрозою втрати місця існування і деградації від нестійких методів ведення сільського господарства та лісозаготівель.